# Laspra
Laspra (Samartín de L'Aspra en asturiano y oficialmente) es una parroquia del concejo de Castrillón, en el Principado de Asturias (España). Alberga una población de 11 576 habitantes (INE 2009) en 4513 viviendas. Ocupa una extensión de 4,36 km².
Está situada en la zona norte del concejo, y a ella pertenece la villa de Piedras Blancas, capital del concejo. Limita al norte con el mar Cantábrico; al este con la parroquia de Salinas; al sur y sureste con la de Quiloño; y al oeste con las de Santa María del Mar y Santiago del Monte.

## Poblaciones
Según el nomenclátor de 2009 la parroquia está formada por las poblaciones de:
- Piedras Blancas (Piedrasblancas en asturiano) (villa): 9.544 habitantes.
- San Martín de Laspra (Samartín) (pueblo): 240 habitantes.
- Valboniel (Varboniel) (pueblo): 136 habitantes.
- Vegarrozadas (pueblo): 315 habitantes.
- Arnao (Arnáu) (lugar): 175 habitantes.
- Camino Quiloño (Quiloñu) (lugar): 7 habitantes.
- Campiello (Campiellu) (lugar): 48 habitantes.
- La Castañalona (lugar): 399 habitantes.
- Las Piñeras (lugar): 19 habitantes.
- El Pontón (lugar): 634 habitantes.
- Quinta del Misterio (La Quinta'l Misteriu) (lugar): 0 habitantes.
- Villar (lugar): 59 habitantes.